# إدارة الشؤون الدينية للقوات المسلحة السعودية
الإدارة العامة للشؤون الدينية للقوات المسلحة السعودية هي إدارة سعودية مختصة في التوجيه الروحي والإرشاد والتوعية الدينية، وتوفير جميع احتياجات أقسام وأفرع وملحقات القوات المسلحة من مساجد ومراكز ومعارض دينية 
وتعمل على رفع الجاهزية في أقسام الشؤون الدينية في جميع المناطق ضباطاً وأفراداً ومدرسين، ورفع الروح المعنوية وتقوية الوازع الديني لمنسوبي القوات المسلحة، والعناية بالمساجد التابعة لها في المناطق من خلال إنشاء وترميم وصرف جميع الاحتياجات، إضافة إلى عدد من النشاطات مثل توعية الجاليات وإقامة المعارض والدورات.وعملت إدارة الشؤون الدينية للقوات المسلحة على تقسيم مهامها فأنشأت الأقسام التالية:

## قسم التوعية
أدركت إدارة الشؤون الدينية للقوات المسلحة أن التوعية من أهم العوامل التي توصل إلى جنودها المعلومات الدينية الصحيحة، وبالتالي توصلهم إلى الطريق القويم الذي أراده الله سبحانه لعباده، فأنشأت قسم التوعية الذي يعتبر الشريان الرئيس لتوجيه منسوبي القوات العسكرية في عموم وحداتها الميدانية والإدارية والتعليمية.
ويرتبط قسم التوعية بمدير إدارة الشؤون الدينية في القوات المسلحة، ويعمل على التوجيه المعنوي ورفع الوازع الديني عن طريق إقامة المحاضرات والندوات والكلمات الدعوية التوجيهية، وتوزيع الكتب والمطويات والأشرطة التي ترفع من ثقافة الجندي العربي السعودي.

## قسم المساجد
يرتبط مدير قسم المساجد بمدير إدارة الشؤون الدينية بالقوات المسلحة ويقوم القسم بتوفير الأثاث للمساجد والإشراف والمتابعة عليها في وحدات القوات البرية والقوات الجوية والقوات البحرية والدفاع الجوي وقوة الصواريخ الاستراتجية والتي بلغ عددها مايزيد على 2500 مسجد. وتعيين الأئمة و المؤذنين و العمال ومراقبتهم والتأكد من قيامهم بواجباتهم على الوجه المطلوب وعقد الدورات لهم. العمل على إقامة حلقات تحفيظ القرآن في المساجد، وعقد المسابقات السنوية لها. النظر في تصاميم المساجد قبل تنفيذها، واختيار مواقعها، وتحديد القبلة وما يلزمها من مرافق.

## قسم البحوث و الدراسات الإسلامية
يقوم القسم بإجراء البحوث والدراسات وتقديم الاستشارات الشرعية والإفتاء وتقييم الكتب والنشرات والمادة العلمية وإجازتها والإشراف على إعداد مناهج ومقررات الثقافة الإسلامية والقرآن الكريم والارتقاء بالمستوى العلمي لإدارة الشؤون الدينية للقوات المسلحة والأقسام التابعة لها ويرتبط مدير قسم البحوث والدراسات بمدير إدارة الشؤون الدينية للقوات المسلحة ارتباطا كاملا.